# Полянов, Димитр
Димитр Полянов  (настоящее имя — Димитр Иванов Попов) (болг. Димитър Полянов; 4 декабря 1876, г. Карнобат — 25 сентября 1953, София) — болгарский поэт, публицист, редактор. Один из зачинателей болгарской социалистической литературы. Лауреат Димитровской премии (1950).

## Биография
Его отец — активный участник местного общинного центра, член тайного революционного комитета за освобождение от османского владычества.
С детства увлекался русской литературой, поэзией Пушкина, Некрасова, глубокое влияние на него оказали идеи Чернышевского и Добролюбова. В «Автобиографии» признавался в "любви к русскому народу и очаровании великой Россией".
После окончания школы, мечтал стать художником, но вскоре отправился в Нанси (Франция), решив изучать медицину. В этот период написал в «Автобиографии» : 

После знакомства с французским языком и французской классической и мировой революционной литературой, великими поэтами и писателями, героями французской революции и Парижской Коммуны, я вскоре рассорился с Эскулапом и всецело посвятил себя литературе и социализму.
В 1892 вступил в одну из первых в Болгарии социал-демократических организаций.
Вернувшись в Болгарию, окончательно определился как поэт болгарского пролетариата. Активно сотрудничал в прессе. Его стихи опубликованы в пролетарских газетах „Работнически другар“, „Социалист“, „Стрелочник“, „Напред“ и др., и журналах „Дело“, „Ден“, „Ново време“, „Борба“ и др.

## Творчество
Первые литературные опыты Полянова относятся ко времени учебы в Сливенской школе для мальчиков. Печатался с 1894.
Революционными стихами "Низвергнутые кумиры", "Рождение пролетария" положил начало пролетарскому течению в болгарской литературе. Автор сборника "Морские капли" (1907). В публицистических статьях и стихах (сборник "Железные стихи", 1921) отстаивал революционные идеалы, разоблачал буржуазную действительность.
В 1920—1923 редактировал общественно-литературный журнал болгарских коммунистов "Червенсмях", в 1925—1933 — "Наковалня".
Стихи поэта последних лет (сборник "Белый голубь", 1951, и др.) воспевают победу трудового народа, мир и болгаро-советскую дружбу.